# George Grote
George Grote, född den 17 november 1794, död den 18 juni 1871, var en engelsk politiker och hävdatecknare, bror till John Grote. 
Grote inträdde vid 16 års ålder i sin faders bankiraffär, men fann dessutom tid att bedriva omfattande studier i klassiska och moderna språk, filosofi, historia och nationalekonomi och kom därvid under starkt inflytande av Bentham och Mill. I en mot Mackintoshs klassvalsteorier riktad skrift Statement of the question of parliamentary reform (1821) intar han en utpräglat reformvänlig ståndpunkt och yrkar bland annat på för den tiden så radikala önskemål som sluten omröstning (secret ballot) och kortare valperioder. Åren 1829–1830 tog han livlig del i organisationen av det nygrundade Londonuniversitetet. I The essentials of parliamentary reform (1831) fullföljde han förut uttalade radikala åsikter. Som medlem för Londons city i underhuset 1833–1841 framstod han som ledare för de filosofiska radikalerna (Molesworth, Buller) och kämpade för sluten omröstning. 
Sedan han 1843 upphört med sin affärsverksamhet, ägnade han sig uteslutande åt historiska forskningar, vilkas främsta resultat är Grotes huvudarbete A history of Greece (12 band, 1846–1856; 4:e upplagan 1888). Torvald Höjer den äldre kallar i Nordisk familjebok (1909) verket "ett af den historiska litteraturens mästerverk", och ger vidare omdömet: "Det präglas af en omfattande och ingående kännedom om materialet, den erfarne politikerns statsmannamässiga uppfattning i förening med affärsmannens skarpa och klara blick samt en välgörande värme i framställningssättet." Höjer tillägger dock: "Men vid sina undersökningar hjälpes förf. mera af genial historisk takt än af någon säker kritisk metod, liksom uppfattningen är starkt färgad af förf:s politiska och ekonomiska åskådning. Särskildt har hans liberala åskådning på det ekonomiska området skymt hans blick för de socialpolitiska synpunkterna." 
Vad Grotes filosofiska ställning angår, hör han närmast till positivisterna och – i sin morallära – till utilitaristerna. Som komplement till huvudarbetet är att betrakta Plato and the other companions of Socrates (3 band, 1865) samt de efter Grotes död i 2 band utgivna fragmenten av en ofullbordad teckning av Aristoteles. Ur hans litterära kvarlåtenskap har ytterligare utgivits Minor works of George Grote (1873) och Fragments on ethical subjects (1876). Grote blev 1862 vicekansler för University of London och 1868 president i University Colleges förtroenderåd. Han mottog hedersgrader i Oxford 1853 och Cambridge 1861. År 1869 avböjde han en av Gladstone erbjuden pärsvärdighet. Grotes maka Harriet Grote (1792–1878) utgav The personal life of George Grote (1873) och en biografisk skiss över Ary Scheffer.